# Olivier Radot
Pour les articles homonymes, voir Radot.
Olivier Radot est un chef décorateur et directeur artistique français né en 1958.
En 2006, il reçoit le César des meilleurs décors pour Gabrielle.

## Filmographie

### Comme chef décorateur

#### Cinéma
- 1988 : Jane B. par Agnès V. d'Agnès Varda
- 1990 : Jacquot de Nantes  d'Agnès Varda
- 1994 : La Reine Margot de Patrice Chéreau
- 1995 : Le Garçu de Maurice Pialat
- 1996 : Clubbed to Death (Lola) de Yolande Zauberman
- 1997 : Lucie Aubrac de Claude Berri
- 1998 : Paparazzi de Alain Berberian
- 1999 : La Débandade de Claude Berri
- 2001 : Absolument fabuleux de Gabriel Aghion
- 2003 : Les Corps impatients de Xavier Giannoli
- 2003 : Cette femme-là de Guillaume Nicloux
- 2004 : Bienvenue en Suisse de Léa Fazer
- 2004 : L'Ex-femme de ma vie de Josiane Balasko
- 2005 : Gabrielle de Patrice Chéreau
- 2006 : La Californie de Jacques Fieschi
- 2006 : Le Concile de pierre de Guillaume Nicloux
- 2007 : Pars vite et reviens tard de Régis Wargnier
- 2007 : La Clef de Guillaume Nicloux
- 2008 : Cliente de Josiane Balasko
- 2008 : Coco avant Chanel de Anne Fontaine
- 2009 : L'homme qui voulait vivre sa vie d'Éric Lartigau
- 2010 : Holiday de Guillaume Nicloux
- 2010 : Mon pire cauchemar d'Anne Fontaine
- 2012 : En solitaire de Christophe Offenstein
- 2012 : Maman d'Alexandra Leclère
- 2013 : La Religieuse de Guillaume Nicloux
- 2014 : la Famille Bélier d'Éric Lartigau
- 2014 : Valley of Love de Guillaume Nicloux
- 2014 : Les Chevaliers blancs de Joachim Lafosse
- 2014 : L'Homme qu'on aimait trop d'André Téchiné
- 2015 : L'Économie du couple de Joachim Lafosse
- 2016 : Quand on a 17 ans d'André Téchiné
- 2017 : Django d'Étienne Comar
- 2017 : Happy End de Michael Haneke
- 2018 : Les Confins du monde de Guillaume Nicloux
- 2019 : Tokyo Shaking d'Olivier Peyon
- 2020 : #Jesuislà d'Éric Lartigau
- 2021 : Les Promesses de Thomas Kruithof
- 2021 : La Tour de Guillaume Nicloux
- 2022 : Cet été-là d'Éric Lartigau
- 2023 : La Petite de Guillaume Nicloux
- 2024 : Dans la peau de Blanche Houellebecq de Guillaume Nicloux
- 2024 : Sarah Bernhardt, La Divine de Guillaume Nicloux
- 2025 : Rapaces de Peter Dourountzis

#### Télévision
- 2006 : Une famille parfaite de Pierre Trividic et Patrick Mario Bernard
- 2008 : Françoise Dolto, le désir de vivre
- 2009 : La Reine des connes de Guillaume Nicloux
- 2012 : L'Affaire Gordji : Histoire d'une cohabitation de Guillaume Nicloux
- 2012 : L'Enlèvement de Michel Houellebecq de Guillaume Nicloux
- 2017 : Il était une seconde fois de Guillaume Nicloux
- 2020 : Les Rois de l'arnaque de Guillaume Niclouxx

### Comme directeur artistique
- 1992 : L'Amant de Jean-Jacques Annaud
- 1993 : Germinal de Claude Berri

## Distinctions

### Récompense
- César 2006 : César des meilleurs décors pour Gabrielle

### Nominations
- César 1995 : César des meilleurs décors pour La Reine Margot
- César 2010 : César des meilleurs décors pour Coco avant Chanel
- César 2025 : César des meilleurs décors pour Sarah Bernhardt, La Divine